# Апостольский экзархат в Венесуэле (мелькитский)
 Апостольский экзархат в Венесуэле  (лат. Exarchatus Apostolicus Caracensis Graecorum Melkitarum) — апостольский экзархат Мелькитской католической церкви с центром в городе Каракас, Венесуэла. Апостольский экзархат распространяет свою юрисдикцию на всю территорию страны. Кафедральным собором епархии апостольского экзархата в Венесуэле является церковь святого Геогрия в городе Каракас.

## История
Иммиграция католиков-мелькитов в Венесуэлу из Сирии началась в начале XX века и особенно усилилась в годы между двумя мировыми войнами.
В 1957 году был назначен священник из монашеского ордена «Общество миссионеров святого Павла» для работы среди мелькитов в Венесуэле.
19 февраля 1990 года Римский папа Иоанн Павел II выпустил буллу «Quo longius», которой учредил апостольский экзархат в Венесуэле для верующих Мелькитской католической церкви.

## Ординарии апостольского экзархата
- епископ Boutros (Pierre) Raï B.A.[1] (19.02.1990 — 7.06.1994);
- епископ Georges Kahhalé Zouhaïraty B.A. (12.10.1995 — 20.12.2019, в отставке);
- епископ Joseph Khawam, B.A. (20.12.2019 — по настоящее время).

## Источник
- Annuario Pontificio, Libreria Editrice Vaticana, Città del Vaticano, 2003, ISBN 88-209-7422-3
- Булла Quo longius  (лат.)